# Primula bulleyana
Primula bulleyana es una especie de Primula, perteneciente al grupo Primula secc. Proliferae. Es originaria de Yunan en China.

## Descripción
Primula bulleyana tiene los tallos florales de hasta 50-60 cm de largo, que nace en una roseta de hojas de 12-35 cm de largo y 3-10 cm de ancho. Las flores son de color naranja-amarillo y están dispuestas en hileras. Prospera en un ambiente luminoso y húmedo, como al lado de un estanque.

## Taxonomía
Primula bulleyana fue descrita por George Forrest y publicado en Notes from the Royal Botanic Garden, Edinburgh 4(19): 231–232, pl. 39A, 42. 1908.
Etimología
Ver: Primula
bulleyana: epíteto otorgado en honor de Arthur Kilpin Bulley.